# Quadratschwänze
Die Quadratschwänze (Tetragonurus), auch Eckschwänze oder Viereckschwänze genannt, sind Fische aus der Ordnung der Scombriformes. Sie leben in allen tropischen und gemäßigten Teilen der Weltmeere.

## Merkmale
Es sind sehr schlanke, torpedoförmig langgestreckte Fische. Ihr Körper ist mit rautenförmigen Kammschuppen bedeckt, die gekielt sind. Der Schwanzstiel ist lang und trägt je einen Kiel auf jeder Seite. Quadratschwänze haben zwei Rückenflossen, die Hartstrahlen der ersten sind kürzer als die Weichstrahlen der zweiten. Die zweite Rückenflosse liegt der Afterflosse direkt gegenüber. Adulte Tiere haben noch ihre Bauchflossen, die weit vorn, etwas hinter den Brustflossen sitzen. Quadratschwänze werden 50 bis 70 Zentimeter lang.
Flossenformel: Dorsale X–XX/10–17, Anale I/10–16
Quadratschwänze fressen Rippenquallen, Quallen und Salpen. Wegen der aufgenommenen Nesselgifte soll ihr Fleisch giftig sein. Jungfische leben im Schutz von Quallen oder Salpen.

## Arten
- Tetragonurus atlanticus Lowe, 1839.
- Tetragonurus cuvieri Risso, 1810.
- Tetragonurus pacificus Abe, 1953.

## Fossilbefund
Ein fossiler Eckschwanz (Tetragonurus sp.) ist aus dem Pliozän vom Marecchia (Norditalien) bekannt.